# 360 degrés
 (septembre 2007).
Si vous disposez d'ouvrages ou d'articles de référence ou si vous connaissez des sites web de qualité traitant du thème abordé ici, merci de compléter l'article en donnant les références utiles à sa vérifiabilité et en les liant à la section « Notes et références ».
Le 360 degrés est une méthode de diagnostic réalisée en interne par la direction des ressources humaines de l'entreprise ou par un consultant extérieur, consistant à faire évaluer les comportements d'un individu par son supérieur hiérarchique, des collègues, des collaborateurs, des subordonnés et parfois des clients internes ou externes, voire des fournisseurs ou encore des partenaires. L'évalué sélectionne lui-même les participants à son évaluation.

## Utilisation
Il est utilisé
- soit à des fins d'évaluation (avec par exemple influence sur la rémunération, la promotion ou le recrutement),
- soit à des fins d'autoévaluation, auquel cas les résultats ne sont communiqués qu'à l'évalué, avec une finalité de développement personnel. L'évalué peut ensuite choisir de les partager ou pas avec son équipe ou sa hiérarchie.

Il s'agit avant tout d'un outil de développement personnel qui permet à l'évalué de faire le point sur ses compétences managériales.
La méthode est la suivante : le collaborateur s'évalue lui-même en remplissant un questionnaire, qui peut contenir une cinquantaine de questions portant sur ses qualités et compétences managériales. Un questionnaire semblable est soumis aux autres personnes impliquées dans le processus d'évaluation et les réponses sont traitées de manière anonyme. Une restitution est alors réalisée auprès de l'évalué, après comparaison des réponses. Les résultats sont interprétés à l'aide d'un graphique et analysés lors d'un débriefing et d'un entretien avec l'évalué. L'objectif de la restitution étant de faire un bilan sur les compétences acquises et celles à développer.
La méthode 360 degrés fut initialement utilisée par la société ESSO. Parfois critiquée car elle tente d'établir un classement des individus, elle est appréciée dans l'évaluation d'un groupe .